# Иван Церов
Иван Панайотов Церов е български просветен деятел и политик.

## Биография
Роден е на 26 март 1857 година във великотърновското село Церова кория. Завършва богословско училище към Лясковския манастир. Учителства в Габрово, Свищов, Варна и родното си село. От 1890 е инспектор към Варненското учебно окръжие, тогава издава Христоматия по българска литература за средните училища. 
На 27 май 1909 г. Варненският общински съвет избира Иван Церов за кмет на Варна на мястото на подалия оставка Добри Филов. Гласуването става тайно, като Церов получава 11 гласа срещу 10 гласа за противника му В. Карамихалов.
В периода 1909 – 1912 Церов остава кмет на града, като по време на неговия мандат започва строителството на новата театрална сграда, полага се основния камък по каптажа на варненския водопровод, изграждат се нови улици, канализация и обществени сгради. През 1914 г. публикува биографичен очерк за първия български учител на Варна Костадин Арабаджиев. Основен дарител за изграждането на Девическата гимназия във Варна.
Умира на 18 януари 1938 година във Варна.
- Снимка на Иван Церов при полагането на основния камък при строежа на градския театър
- Паметна плоча на фасадата на театъра в чест на кмета Иван Церов